# 한스 지슐러
한스 치슐러(독일어: Hanns Zischler, 1947년 6월 18일 ~ )는 독일의 배우이다.

## 출연 작품
- 뮌헨 - 한스 역
- 약지의 표본
- 클라우즈 오브 실스마리아 - 헨리크 발츠 역
- 크래쉬 테스트 아글라에아